# Torneo de las Américas de 1984
El Torneo de las Américas de 1984, también conocido como el II Campeonato FIBA Américas, fue la 2.ª edición del campeonato de baloncesto del continente americano y tuvo lugar en São Paulo, Brasil del 15 al 24 de mayo de 1984. Las tres mejores selecciones clasificaron a los Juegos Olímpicos de Los Ángeles 1984 y las cuatro mejores clasificaron al Campeonato Mundial de 1986. Los Estados Unidos no participó en el torneo, ya que tenía una plaza en los Olímpicos como equipo anfitrión.
Brasil ganó la competición por finalizar invicto en el todos contra todos. Uruguay y Canadá obtuvieron los otros dos cupos olímpicos.

## Clasificación
Ocho selecciones se clasificaron a través de los torneos clasificatorios realizados en sus respectivas zonas; Canadá clasificó automáticamente, ya que es uno de los dos únicos miembros de la zona norteamericana. Las selecciones forman un único grupo de nueve selecciones.
| Norteamericana | Centroamérica y El Caribe                           | Sudamérica               |
| -------------- | --------------------------------------------------- | ------------------------ |
| Canadá         | Cuba República Dominicana México Panamá Puerto Rico | Argentina Brasil Uruguay |

## Todos contra todos

### Posiciones
|  | Clasificados a los Juegos Olímpicos de Los Ángeles 1984 y al Campeonato Mundial de 1986 |
|  | Clasificados al Campeonato Mundial de 1986                                              |

| # | Equipo               | Pts | PJ | G | P | PE  | PP  | Dif  |
| - | -------------------- | --- | -- | - | - | --- | --- | ---- |
| 1 | Brasil               | 16  | 8  | 8 | 0 | 778 | 710 | +68  |
| 2 | Uruguay              | 14  | 8  | 6 | 2 | 749 | 766 | -17  |
| 3 | Canadá               | 14  | 8  | 6 | 2 | 759 | 646 | +113 |
| 4 | Panamá               | 13  | 8  | 5 | 3 | 776 | 741 | +35  |
| 5 | México               | 11  | 8  | 3 | 5 | 724 | 780 | -56  |
| 6 | Puerto Rico          | 11  | 8  | 3 | 5 | 753 | 774 | -21  |
| 7 | Argentina            | 10  | 8  | 2 | 6 | 740 | 769 | -29  |
| 8 | Cuba                 | 10  | 8  | 2 | 6 | 736 | 752 | -16  |
| 9 | República Dominicana | 9   | 8  | 1 | 7 | 737 | 814 | -77  |

### Calendario
| 15 de mayo de 1984 | Canadá | 101 - 72 | México |  |  |

| 15 de mayo de 1984 | Cuba | 100 - 92 | República Dominicana |  |  |

| 15 de mayo de 1984 | Panamá | 88 - 77 | Argentina |  |  |

| 15 de mayo de 1984 | Brasil | 93 - 76 | Uruguay |  |  |

| 16 de mayo de 1984 | Canadá | 85 - 75 | Cuba |  |  |

| 16 de mayo de 1984 | México | 93 - 87 | Puerto Rico |  |  |

| 16 de mayo de 1984 | República Dominicana | 88 - 83 | Argentina |  |  |

| 16 de mayo de 1984 | Brasil | 95 - 92 | Panamá |  |  |

| 17 de mayo de 1984 | Canadá | 110 - 82 | República Dominicana |  |  |

| 17 de mayo de 1984 | Uruguay | 109 - 95 | México |  |  |

| 17 de mayo de 1984 | Brasil | 107 - 95 | Argentina |  |  |

| 17 de mayo de 1984 | Puerto Rico | 97 - 86 | Cuba |  |  |

| 18 de mayo de 1984 | Uruguay | 95 - 88 | Cuba |  |  |

| 18 de mayo de 1984 | Canadá | 85 - 73 | Argentina |  |  |

| 18 de mayo de 1984 | Panamá | 95 - 87 | México |  |  |

| 18 de mayo de 1984 | Puerto Rico | 107 - 98 | República Dominicana |  |  |

| 19 de mayo de 1984 | Brasil | 90 - 80 | México |  |  |

| 19 de mayo de 1984 | Cuba | 103 - 82 | Panamá |  |  |

| 19 de mayo de 1984 | Uruguay | 110 - 106 | República Dominicana |  |  |

| 19 de mayo de 1984 | Canadá | 89 - 75 | Puerto Rico |  |  |

| 21 de mayo de 1984 | Puerto Rico | 93 - 92 | Argentina |  |  |

| 21 de mayo de 1984 | Uruguay | 91 - 89 | Canadá |  |  |

| 21 de mayo de 1984 | Panamá | 115 - 98 | República Dominicana |  |  |

| 21 de mayo de 1984 | Brasil | 92 - 89 | Cuba |  |  |

| 22 de mayo de 1984 | Argentina | 113 - 98 | México |  |  |

| 22 de mayo de 1984 | Uruguay | 92 - 84 | Puerto Rico |  |  |

| 22 de mayo de 1984 | Canadá | 107 - 79 | Panamá |  |  |

| 22 de mayo de 1984 | Brasil | 93 - 78 | República Dominicana |  |  |

| 23 de mayo de 1984 | Uruguay | 105 - 101 | Argentina |  |  |

| 23 de mayo de 1984 | México | 103 - 90 | Cuba |  |  |

| 23 de mayo de 1984 | Panamá | 115 - 103 | Puerto Rico |  |  |

| 23 de mayo de 1984 | Brasil | 99 - 93 | Canadá |  |  |

| 24 de mayo de 1984 | México | 96 - 95 | República Dominicana |  |  |

| 24 de mayo de 1984 | Panamá | 110 - 71 | Uruguay |  |  |

| 24 de mayo de 1984 | Argentina | 106 - 105 | Cuba |  |  |

| 24 de mayo de 1984 | Brasil | 109 - 107 | Puerto Rico |  |  |